# 너무합니다
"너무합니다"는 1984년에 개봉한 대한민국의 영화이다.

## 캐스팅
- 김수희 : 희련 역
- 김용걸 : 민호 역
- 이경표
- 이희성
- 박부양
- 김민규
- 박동룡
- 문미봉
- 홍충길